# Нова демократическа партия (Канада)
Вижте пояснителната страница за други значения на Нова демократическа партия.
Новата демократическа партия (на английски: New Democratic Party; на френски: Parti Nouveau Parti démocratique) е лявоцентристка социалдемократическа политическа партия в Канада.
Основана през 1961 г., през по-голямата част от своята история тя е 3-та партия на федерално ниво след Либералната и Консервативната партия, макар че съставя правителства в някои провинции.
Новата демократическа партия постига най-големия си успех на федерални избори през 2011 г., когато заема на 2-ро място, измествайки либералите от позицията на водеща опозиционна партия. През 2015 година отново са трети с 20% от гласовете и 44 от 338 места в Камарата на представителите.
1. ↑  www.cbc.ca